# Charlotte Vanden Eynde
Charlotte Vanden Eynde (Gent, 1975) is een Vlaamse danseres, choreografe en actrice.

## Opleiding
Vanden Eynde wilde als klein meisje klassieke danseres worden. Ze begon haar danscarrière aan het Hoger Instituut voor Dans in Lier. Van 1996 tot 1999 volgde ze een opleiding aan de school voor hedendaagse dans P.A.R.T.S., de dansschool van Anne Teresa De Keersmaeker. Tijdens deze opleiding creëerde ze persoonlijke dansvoorstellingen zoals Benenbreken in 1997 en Zij Ogen in 1998. Daarna volgde ze een opleiding video- en filmkunst aan het KASK in Antwerpen. Na deze opleiding maakte ze ook haar naam als videokunstenares waar en in 2003 creëerde ze samen met haar levenspartner Kurt Vandendriessche de voorstelling Map Me (2003). In dit duet legde ze de relatie tussen dans en video bloot met behulp van geprojecteerde videofragmenten op hun lichaam. In 2005 speelde ze samen met haar dochter Savannah Vandendriessche een hoofdrol in de debuutfilm Meisje van filmmaker Dorothée van den Berghe. Vanden Eynde speelde Muriël, een twintigjarig meisje dat de beklemmende omgeving van haar ouderlijk huis ontvlucht en naar Brussel trekt. Voor haar rol in deze film werd ze genomineerd voor de titel van Beste Belgische Actrice 2001/2002. In 2002 werd ze samen met Els Dottermans genomineerd voor de Plateauprijs. Els Dottermans mocht de prijs in ontvangst nemen.

## Werken
In haar eigen producties en persoonlijke werken staat het lichaam als sculpturaal gegeven vaak centraal. Als choreografe maakte ze tal van groepsstukken, zoals haar eerste creatie voor een groter ensemble: Beginnings/Endings (2005). Dit was een dansvoorstelling opgevoerd door zes dansers waarin Vanden Eynde 'de puurheid van bewegingen' in de spotlights zette. Toch kwam ze later tot het besef dat ze zich liever richtte op het werken met een kleine bezetting dansers, of danssolo's zoals I'm Sorry It's (Not) A Story (2009) en Shapeless (2011). In I'm Sorry It's (Not) a Story geeft ze met pure beweging en dans vorm aan haar associatieve beeldentaal en gaat ze op zoek naar het 'beeld' en de poëzie in beweging. Naast eigen producties maken, werkte ze ook vaak samen met theatermakers. Ze werkte samen met onder meer Jan Decorte, Ugo Dehaes en De Roovers. Bovendien participeerde ze ook als danseres in de voorstellingen van Marc Vanrunxt , bijvoorbeeld Most recent.
Naast haar werk als choreografe, danseres en actrice verzorgt Vanden Eynde tussendoor ook improvisatiesolo's op locatie. Daarnaast geeft ze ook improvisatie- en creatieworkshops aan amateurs. In deze workshops legt ze de nadruk op de authentieke bewegingen en de beeldende kracht van het lichaam.

## Thema's
Vanden Eynde werkt in haar eigen danswerken vaak rond drie dezelfde terugkerende thema's. Ten eerste staat het lichaam en het lichaam van haar verschijning als danseres centraal. Het lichaam als enerzijds een sculpturaal, kwetsbaar en fragiel gegeven, en anderzijds het vrouwelijk lichaam als stoer en vastberaden element. Een tweede terugkerend thema is de aandacht voor gendergegevens en feminisme. Vanden Eynde ziet het feminisme niet als een strijd tegen het andere geslacht, maar probeert slechts een antwoord te vinden op de vragen 'wat wil ik zijn voor mezelf?' en 'wie ben ik?'. In haar voorstellingen wisselt ze onverwachte poses en theatrale bewegingen af met humor. Met behulp van haar derde thema wil ze vooral ontsnappen aan vaste en opgelegde vormen. Deze vormen maken plaats voor nieuwe en vrije bewegingen die verwijzen naar de eerlijkheid van het toneel – een plek die deze bewegingen wel toelaat terwijl dit in de realiteit vaak als abnormaal wordt beschouwd.

## Producties, voorstellingen en films
- 1997: Benenbreken (solo)
- 1998: Zij Ogen
- 1999: Vrouwenvouwen (kwartet)
- 2000: Lijfstof (met Ugo Dehaes)
- 2001: Amlett (met Jan Decorte)
- 2001: Stand
- 2002: Most recent (dansvoorstelling van Mark Vanrunxt)
- 2002: Cirque Danton (met Jan Decorte)
- 2002: Meisje (film), samen met onder anderen Wim Opbrouck, Els Dottermans en Matthias Schoenaerts
- 2003: Map me (in samenwerking met Kurt Vandendriessche)
- 2003: Cannibali! (met Jan Decorte)
- 2003: Van den heiligen drien (film van Karen Vanderborght)
- 2004: Baby (gecreëerd voor Performance Hotel van David Hernandez)
- 2005: Beginnings/endings
- 2005: Demain, il fera jour (film van Michel Jakar)
- 2006: Verroering (video-installatie)
- 2007: Het was zonder twijfel een ongeluk (theatermonoloog van Natali Broods)
- 2008: Persdrang (eenmalige performance)
- 2009: Honger (theatervoorstelling van Elke Boon en Dolores Bouckaert)
- 2009: I’m sorry it’s (not) a story (solo)
- 2011: Shapeless (solo)
- 2014: Deceptive bodies
- 2015: DMNT

## Prijzen
- Creatieprijs Dans 2003 (samen met Kurt Vandendriessche)
- Prix d'Interprétation Féminine op het filmfestival van Amiens in 2002